# Exoprosopa elongata
Exoprosopa elongata är en tvåvingeart som beskrevs av Ricardo 1901. Exoprosopa elongata ingår i släktet Exoprosopa och familjen svävflugor. Inga underarter finns listade i Catalogue of Life.